# Hey Girl (Small Faces)
"Hey Girl" is de vierde single van de Britse rockgroep Small Faces. Decca Records bracht deze op 6 mei 1966 uit. Het liedje werd geschreven door Steve Marriott en Ronnie Lane. Op de B-kant stond het door het viertal geschreven "Almost Grown". Bandmanager Don Arden verzorgde de muzikale productie. De single bereikte de tiende plaats in de Britse hitlijst. Een week later kwam hun debuutalbum, getiteld Small Faces, op de derde plaats in de albumlijst. "Hey Girl" verscheen in juni 1967 tevens op het compilatiealbum From the Beginning.

## Musici
- Ronnie Lane - basgitaar, zang
- Kenney Jones - drums
- Ian McLagan - toetsen
- Steve Marriott - zang, gitaar

## Hitnoteringen

### UK Singles Chart
| Hitnotering in de UK Singles Chart: 14-05-1966 t/m 09-07-1966 | Hitnotering in de UK Singles Chart: 14-05-1966 t/m 09-07-1966 | Hitnotering in de UK Singles Chart: 14-05-1966 t/m 09-07-1966 | Hitnotering in de UK Singles Chart: 14-05-1966 t/m 09-07-1966 | Hitnotering in de UK Singles Chart: 14-05-1966 t/m 09-07-1966 | Hitnotering in de UK Singles Chart: 14-05-1966 t/m 09-07-1966 | Hitnotering in de UK Singles Chart: 14-05-1966 t/m 09-07-1966 | Hitnotering in de UK Singles Chart: 14-05-1966 t/m 09-07-1966 | Hitnotering in de UK Singles Chart: 14-05-1966 t/m 09-07-1966 | Hitnotering in de UK Singles Chart: 14-05-1966 t/m 09-07-1966 | Hitnotering in de UK Singles Chart: 14-05-1966 t/m 09-07-1966 |
| Week:                                                         | 1                                                             | 2                                                             | 3                                                             | 4                                                             | 5                                                             | 6                                                             | 7                                                             | 8                                                             | 9                                                             | 10                                                            |
| ------------------------------------------------------------- | ------------------------------------------------------------- | ------------------------------------------------------------- | ------------------------------------------------------------- | ------------------------------------------------------------- | ------------------------------------------------------------- | ------------------------------------------------------------- | ------------------------------------------------------------- | ------------------------------------------------------------- | ------------------------------------------------------------- | ------------------------------------------------------------- |
| Positie:                                                      | 23                                                            | 15                                                            | 10                                                            | 10                                                            | 11                                                            | 17                                                            | 21                                                            | 30                                                            | 38                                                            | uit                                                           |